# Ignacy Tislowitz
Ignacy (Izaak Henoch) Tislowitz (ur. 21 sierpnia 1885 w Krakowie, zm. 22 lutego 1936 tamże) – polski architekt i przedsiębiorca żydowskiego pochodzenia, działający w Krakowie.

## Życiorys
Był synem Chaima oraz Ester Chwuli Rosenstock. Uczył się na Wydziale Budowlanym Szkoły Przemysłowej w Krakowie; ukończył ją w 1904. W 1911 uzyskał koncesję budowniczego. Od 1917 prowadził w Krakowie wraz z Emanuelem Ehrlichem przedsiębiorstwo budowlane z siedzibą przy ul. Rejtana. W 1923 dołączył do Stowarzyszenia Humanitarnego „Solidarność” B’nei B’rith. Należał także do charytatywnego Stowarzyszenia Nadzieja. W latach 20. był dyrektorem fabryki przemysłu cukierniczego Optima. Został pochowany na cmentarzu przy ul. Miodowej.

## Dzieła
- 1911-1912: dom własny przy ulicy Rejtana 15 w Krakowie
- 1911-1912: kamienica przy ulicy Orzeszkowej 9 w Krakowie
- 1921-1923: budynek fabryki czekolady „Optima” w Krakowie
- 1922-1925: willa przy ulicy Dembowskiego 10 w Krakowie
- 1923-1925: willa przy ulicy Dembowskiego 8 w Krakowie
- 1925: niezrealizowany projekt domów mieszkalnych pracowników fabryki „Optima” przy ulicy Węgierskiej 10-12-14 w Krakowie
- 1929-1930: willa przy ulicy Władysława Warneńczyka 14  w Krakowie